# دانیل خاریتونوف
دانیل خاریتونوف (روسی: Даниил Харитонов؛ زادهٔ ۲۲ دسامبر ۱۹۹۸) یک موسیقی‌دان و نوازنده پیانو اهل روسیه است.
او دانش‌آموختهٔ کنسرواتوار دولتی چایکوفسکی مسکو و از شاگردان والری پیاستسکی است و نواختن پیانو را از سن ۵ سالگی آغاز کرده‌است و نخستین اجرای حرفه‌ای خود را در سن ۷ سالگی با اجرای قطعه‌ای از کنسرتوی موتسارت انجام داد.
دانیل جوان‌ترین شرکت‌کننده در بخش پیانونوازی رقابت‌های بین‌المللی چایکوفسکی در ژوئن ۲۰۱۵ بود و هنگام حضور در این مسابقات که در آن به مقام سوم و مدال برنز دست یافت، تنها ۱۶/۵ سال سن داشت و دانش‌آموز کلاس دهم دبیرستان بود. وی پس از گریگوری سکالوف، جوان‌ترین فردی است که برندهٔ یک جایزه مهم در این رقابت‌ها شده است. او را «کشف [بزرگ] رقابت‌های بین‌المللی چایکوفسکی» لقب دادند.
وی همچنین برندهٔ جایزهٔ بزرگ «رقابت‌های بین‌اللملی پیانونوازی ولادیمیر کرانیف مسکو» در سال ۲۰۱۵ بود.
او در سال ۲۰۱۳ اجرای موفقی در تالار کارنگی در نیویورک داشت و منتقدان آمریکایی اجرای او را بسیار ستودند.